# Rudolf (musical)
A Rudolf (vagy Rudolf – Az utolsó csók, angolul: Rudolf – The Last Kiss, németül: Rudolf – Affaire Mayerling) musical Frederic Morton A Nervous Splendor című könyve nyomán, Frank Wildhorn és Steve Cuden koncepciója szerint, melynek szövegkönyvét Jack Murphy és Phoebe Hwang, dalszövegeit Murphy, zenéjét Wildhorn szerezte. A darab további dalszövegeket tartalmaz Nan Kightontól. Ez volt az első olyan amerikai musical, melyet Magyarországon mutattak be először. Az ősbemutatót 2006. május 26-án, a Budapesti Operettszínházban tartották Kim Scharnberg és Koen Schoots hangszerelésével, Schoots vezényletével, Zöldi Gergely fordításában és Kerényi Miklós Gábor rendezésében.
A történet Rudolf koronaherceg életének utolsó szakaszát és Maria von Vetsera bárókisasszonnyal folytatott házasságtörő viszonyát meséli el, a A Nervous Splendor: Vienna 1888-1889 című Frederic Morton-könyvet lazán követve. A musical foglalkozik továbbá 1889-ben a mayerlingi vadászkastélyban bekövetkezett halálukkal is, melynek gyilkosság/öngyilkosság mibenlétéről a történészek a mai napig vitatkoznak. További bonyodalmat szolgáltatnak az Osztrák–Magyar Monarchia irányítására készülő Rudolfot érő nehézségek, ideológiai szembenállása apjával, Ferenc József császárral, a magyar főurak szervezkedése, kényszerű házassága Stefánia belga hercegnővel. Viszonya a tizenhét éves bárókisasszonnyal nem kerüli el a miniszterelnök, Eduard Taaffe kémeinek figyelmét sem, aki ennek segítségével próbálja tönkretenni a trón várományosának politikai karrierjét.
A darab munkacímei közt szerepelt a Vienna (Bécs), a Affäre Mayerling (Mayerling-affér) és a Rudolf – The Last Kiss (Rudolf – Az utolsó csók) is. A Budapesti bemutatót a szabadtéri világpremier követte Szegeden, majd 2008-ban Tokióban, Japánban játszották rövid ideig a darabot, 2009-ben pedig a bécsi premier valósult meg.

## Története
A Rudolf első olvasóelőadását New Yorkban tartották 2005. december 16-án. Rudolf szerepét Rob Evan, Máriáét Brandi Burkhardt, Tafféét Michael Shawn Lewis énekelte. Az ősbemutatóra a Vereinigte Bühnen Wien, a Budapesti Operettszínház és a Szegedi Szabadtéri Játékok koprodukciójaként került sor, magyar fordításban az Operettszínházban 2006. május 26-án, mely után a szabadtéri bemutató következett 2006. július 28-án, Szegeden. A produkció a következő években e között a két színhely között vándorolt.
A Rudolfot Kerényi Miklós Gábor rendezte, a koreográfiáit Duda Éva, Lőcsei Jenő, Michael Reardon és Rogács László alkották meg. A zenei vezető Koen Schoots volt, a magyar szöveget Zöldi Gergely mellett Kerényi és Somogyi Szilárd alkották. Az eredeti szereposztásban olyan nevek találhatóak, mint Dolhai Attila (Rudolf), Vágó Bernadett (Mária), Földes Tamás (Taafe), Németh Attila (Ferenc József), Janza Kata (Larisch), Polyák Lilla (Stefánia), Bereczki Zoltán (Pfeiffer) és Csuha Lajos (Szeps).
A következő bemutató színhelye Tokió volt, ahol a Toho Musical & Play vitte színpadra a művet 2008. május 6-án. A főszereplők Inoue Josio (Rudolf), Szaszamoto Rena (Mária), Csinen Rina (Stefánia), Kódzsu Tacuki (Larisch), Dzsó Haruhiko (Ferenc József), Urai Kendzsi (Pfeiffer), Hatanaka Hirosi (Szeps), Kisi Júdzsi (II. Vilmos császár), Niro Sinja (Edward herceg) és Kójiró Oka (Taafe) voltak. Az előadást Mijamoto Amon rendezte. Az előadás díszletei rokonok voltak a magyar előadáséval. Az előadás június 1-jéig futott.
A bécsi produkció 2009. február 26-án nyitott a Raimund Theaterben David Leveaux rendezésében, Drew Sarich (Rudolf), Lisa Antoni (Máris) és Uwe Kröger (Taaffe) főszereplésével. Mind a díszleteket, mind a dalok sorrendjét jelentősen megváltoztatták. Az előadás hanganyagát április elején, míg a videófelvételeit DVD-n az év októberében adták ki (bár előzetesen ezt szeptember 11-ére tervezték). A teljes, átalakított hanganyagot decemberben adták ki dupla-CD-n. Az előadás 2009. július 4-ig, majd 2009. szeptember 10-től 2010. január 24-ig futott.
A második magyar produkció bemutatója 2010. december 10-én volt, a Pécsi Nemzeti Színház színpadán. A rendező az a Somogyi Szilárd volt, aki a magyar dalszövegek társalkotója, és a rendező munkatársaként részt vett az első produkcióban. A zenei vezető, egyben karmester Bókai Zoltán, a koreográfus Balogh-Barta Viktória volt. A főbb szerepeket Kocsis Dénes, Mészáros Árpád Zsolt (Rudolf), Györfi Anna, Vágó Bernadett (Mária), Ottlik Ádám, Götz Attila (Taaffe), Pirgel Dávid, P. Petőcz András (Pfeiffer), Stubendek Katalin (Larisch) játsszák. A dalok interpretációjában jelentős változások történtek, és a jelenetek sorrendje is több helyen megváltozott.[forrás?]

## Magyarországi bemutató dalai
| Első felvonás - Viennese Specialties / Ez Bécs! - Curtain Up / A város ünnepel! - Mary's Theme / Mária dala - The Men Who We've Become (You Never Listen) / Mért nem ért meg engem - An Ordinary Man / Hétköznapi hős - Prince of Wales' Ball / A walesi herceg bálja - Something More / Ez most más - Finish What You've Started / Fejezze be, kérem! - How Will I Know? / Mondd, mit tegyek? - Fear And Desire / Kétség és ábránd - The Tra-La-La Ice Skating Song / Trallalla-dal - The Moment I Saw You / Kettőnk közt nemrég - A Better Life / A nemzet hív - Bird Dog / Nyulak és vérebek - It's Only Love / Szerelem vár és semmi más | Második felvonás - The Master of the Strings / A mester és a drót - It Will Be Me! / Nem más, mint én! - New Boy In Town / Kiskatonám - Measure Of A Man / Így vagyok csak én - The Steps of Tomorrow / A holnap hídja - Only Heroes Dare / Csakis az lesz hős - Maintain the State / A rend a fő! - The Writing's on the Wall / Ez szimpla egyszeregy - Can I Say Goodbye? / Ez a perc úgy fáj - A Leaf in the Wind / Akár az őszi levél - I Was Born to Love You / Te értem születtél - The Fourth Dimension Ball / A Negyedik dimenzió bálja - Only Love (reprise) / Szerelem vár és semmi más (repríz) - Viennese Specialties (reprise) / Ez Bécs! (repríz) |

## Ausztriai bemutató dalai
| Első felvonás - Ouverture - Vorgang auf / Curtain Up - Wiener Schmäh / Viennese Specialties - Wie jeder andere Mann / An Ordinary Man (short version) - Du willst nicht hören / The Men Who We've Become (You Never Listen) - Wiener Schmäh (reprise) / Viennese Specialties (reprise) - Ein Hübscher Krieg / Pretty Little War - Marys Lied / Mary's Theme - Der Ball / The Ball - Marys Walzer / Mary's Waltz - Der Ball (reprise) / The Ball (reprise) - So viel mehr / Something More - Die Strahlende zukunft / Blue Skies (short version of "The Steps of Tomorrow") - Zeit zu Handeln / Finish What You've Started - Wohin führt mein Weg? / How Will I Know? - Tralala / The Tra-La-La Ice Skating Song - In dem moment als ich dich sah / The Moment I Saw You - Vertrau in uns / Only Love | Második felvonás - Die Fäden in der Hand / The Master of the Strings - Du bleibst bei mir! / It Will Be Me! - Wie jeder andere Mann / An Ordinary Man (long version) - Wiener Schmäh (reprise) / Viennese Specialties (reprise) - Mein süsser Held / New Boy in Town - Mut zur tat / Measure of a Man - Der Weg in die Zukunft / The Steps of Tomorrow - Die Liebe lenkt / Only Heroes Dare - Die Fuchsfalle / The Bird Dog - Wenn das Schicksal dich ereilt / The Writing's on the Wall - So viel mehr (reprise) / Something More (reprise) - Zeit zu Handeln (reprise) / Finish What You've Started (reprise) - Du bist meine Welt / I Was Born to Love You - Vertrau in uns (reprise) / Only Love (reprise) |

## Fordítás
- Ez a szócikk részben vagy egészben  a   Rudolf (musical) című angol Wikipédia-szócikk ezen változatának fordításán alapul.  Az eredeti cikk szerkesztőit annak laptörténete sorolja fel. Ez a jelzés csupán a megfogalmazás eredetét és a szerzői jogokat jelzi, nem szolgál a cikkben szereplő információk forrásmegjelöléseként.